# Greatest Hits (álbum de Tom Petty and the Heartbreakers)
Greatest Hits é um álbum de Tom Petty and the Heartbreakers, que reúne dezessete canções de sucesso da banda e da carreira solo de Tom Petty, e uma canção inédita, "Mary Jane's Last Dance". Lançado em 1993, sendo o álbum mais vendido de Tom Petty.
Em 2006, a canção "Dani California", do Red Hot Chili Peppers, foi apontada pelo jornal The New York Post como um suposto plágio da canção "Mary Jane's Last Dance", única faixa inédita do álbum. Sobre o possível plágio, Tom Petty disse na ocasião: "A verdade é: eu realmente duvido que existe alguma má intenção nisso. Várias músicas de rock soam parecidas. Pergunte a Chuck Berry. Os Strokes pegaram 'American Girl' para a música 'Last Nite', e eu vi uma entrevista em que eles admitiam isso. Isso não me incomoda. Se alguém copia minha música nota por nota e rouba isso maliciosamente, ai talvez eu possa abrir um processo".

## Lista de músicas
01. "American Girl" (Tom Petty) – 3:35
(Tom Petty and the Heartbreakers)
02. "Breakdown" (Petty) – 2:44
(Tom Petty and the Heartbreakers)
03. "Listen to Her Heart" (Petty) – 3:05
(You're Gonna Get It!)
04. "I Need to Know" (Petty) – 2:26
(You're Gonna Get It!.)
05. "Refugee" (Petty, Mike Campbell) – 3:25
(Damn the Torpedoes)
06. "Don't Do Me Like That" (Petty) – 2:44
(Damn the Torpedoes)
07. "Even the Losers" (Petty) – 4:01
(Damn the Torpedoes)
08. "Here Comes My Girl" (Petty, Campbell) – 4:27
(Damn the Torpedoes)
09. "The Waiting" (Petty) – 4:01
(Hard Promises)
10. "You Got Lucky" (Petty, Campbell) – 3:38
(Long After Dark)
11. "Don't Come Around Here No More" (Petty, David A. Stewart) – 5:07
(Southern Accents)
12. "I Won't Back Down" (Petty, Jeff Lynne) – 2:59
(Full Moon Fever)
13. "Runnin' Down a Dream" (Petty, Lynne, Campbell) – 4:25
(Full Moon Fever)
14. "Free Fallin'" (Petty, Lynne) – 4:18
(Full Moon Fever)
15. "Learning to Fly" (Petty, Lynne) – 4:05
(Into the Great Wide Open)
16. "Into the Great Wide Open" (Petty, Lynne) – 3:45
(Into the Great Wide Open)
17. "Mary Jane's Last Dance" (Petty) – 4:35
(inédita)
18. "Something in the Air" (John Keen) – 3:17
(cover de Thunderclap Newman)